# Liste du patrimoine mondial au Lesotho
Cet article recense les sites inscrits au patrimoine mondial au Lesotho.

## Statistiques
Le Lesotho accepte la Convention pour la protection du patrimoine mondial, culturel et naturel le 25 novembre 2003. Il n'a jamais eu de mandat au Comité du patrimoine mondial.
En 2020, le Lesotho compte un site mixte inscrit au patrimoine mondial.
Le pays a par ailleurs soumis un autre site, culturel, à la liste indicative.

## Listes

### Patrimoine mondial
Le site suivant est inscrit au patrimoine mondial :
| Site                         | District    | Type                          | Date | Superficie (ha) | Zone tampon (ha) | Lien | Notes | Coordonnées                      | Illus. |
| ---------------------------- | ----------- | ----------------------------- | ---- | --------------- | ---------------- | ---- | --- | -------------------------------- | ------ |
| Parc Maloti-Drakensberg (en) | Qacha's Nek | Mixte, (i), (iii), (vii), (x) | 2013 | 6 500           | 46 630           | 985  | Site transfrontalier commun avec l'Afrique du Sud, composé de l'uKhahlamba / parc du Drakensberg (Afrique du Sud) et du parc national de Sehlathebe (Lesotho). La partie sud-africaine est inscrite en 2000 ; l'extension lésothienne est soumise à la liste indicative du pays le 8 octobre 2008 sous le nom « Sehlabathebe National Park » et acceptée en 2013. | 29° 53′ 56″ sud, 29° 07′ 16″ est |        |

### Liste indicative
Le site suivant est inscrit sur la liste indicative :
| Site                             | District | Type                 | Date | Lien | Notes                                                 | Coordonnées                      | Illus. |
| -------------------------------- | -------- | -------------------- | ---- | ---- | ----------------------------------------------------- | -------------------------------- | ------ |
| Monument national de Thaba Bosiu | Maseru   | Culturel, (iii), (v) | 2008 | 5392 | Inscrit sous le nom « Thaba-Bosiu National Monument » | 29° 21′ 00″ sud, 27° 40′ 16″ est |        |